# Gračac (Vrnjačka Banja)
Gračac (em cirílico: Грачац) é uma vila da Sérvia localizada no município de Vrnjačka Banja, pertencente ao distrito de Ráscia, na região de Ráscia. A sua população era de 1824 habitantes segundo o censo de 2011.

## Demografia
| 1948 | 1953 | 1961 | 1971 | 1981 | 1991 | 2002 | 2011 |
| ---- | ---- | ---- | ---- | ---- | ---- | ---- | ---- |
| 2395 | 2386 | 2277 | 2129 | 2012 | 2045 | 2011 | 1824 |